# Mun Jae-in
Mun Jae-in (kor. 문재인, ur. 24 stycznia 1953 w Geoje) – południowokoreański polityk i prawnik, prezydent Republiki Korei w latach 2017–2022.

## Życiorys
Urodził się w 1953 roku w mieście Geoje, dokąd jego rodzice uciekli z rodzinnego miasta Hamhŭng w Korei Północnej w wyniku wojny koreańskiej. Po ich przeprowadzce do Pusan, uczęszczał tam do szkoły średniej Kyungnam High School. W 1972 roku rozpoczął studia prawnicze na Uniwersytecie Kyung Hee w Seulu. Dwa lata później zaangażował się w działalność studencką i ruch protestów przeciwko reżimowi prezydenta Park Chung-hee i wprowadzonym przez niego zmianom do konstytucji, zwiększającym zakres jego władzy. Za udział w protestach został w 1975 roku wydalony z uczelni oraz aresztowany. 
Po zwolnieniu z aresztu, został zmuszony do odbycia służby wojskowej. Służył w jednostkach specjalnych wojsk powietrznodesantowych pod dowództwem generała i przyszłego prezydenta Chun Doo-hwana. Po zakończeniu służby, w 1980 roku powrócił na studia. Jednakże w maju 1980 roku, ponownie zaangażował się w prodemokratyczne protesty w czasie tzw. seulskiej wiosny przeciwko zamachowi stanu Chun Doo-hwana, w związku z czym został aresztowany i oskarżony o łamanie przepisów stanu wojennego. Został jednakże wkrótce zwolniony, po czym kontynuował naukę w Judicial Research and Training Institute oraz zdał egzamin prawniczy. Z powodów politycznych nie został jednak przyjęty na aplikację sędziowską. 
W 1982 roku powrócił do rodzinnego Pusan, gdzie poznał przyszłego prezydenta Roh Moo-hyuna i wspólnie z nim prowadził kancelarię prawniczą, specjalizującą się w sprawach z zakresu prawa pracy oraz ochrony praw człowieka. W czerwcu 1987 roku, wspólnie z Roh Moo-hyunem, zaangażował się w protesty domagające się procesu demokratyzacji kraju. Był jednym z przywódców oddziału National Movement for Achieving Democratic Constitution w Pusan. W wyniku protestów, w 1988 roku w Korei Południowej odbyły się demokratyczne wybory, w których Roh Moo-hyun uzyskał mandat parlamentarny. Mun Jae-in powrócił natomiast do zawodu prawnika. 
W działalność polityczną zaangażował się w 2002 roku, kiedy wszedł w skład komitetu wyborczego Roh Moo-hyuna przed wyborami prezydenckimi w grudniu 2002 roku. Po jego wygranej i objęciu urzędu prezydenta w lutym 2003 roku, rozpoczął pracę w jego kancelarii, jako sekretarz stanu ds. cywilnych. W marcu 2007 roku objął natomiast stanowisko szefa kancelarii prezydenta, które zajmował do końca jego prezydentury w lutym 2008 roku. 
W czerwcu 2012 roku ogłosił zamiar startu w wyborach prezydenckich z ramienia Partii Demokratycznej. W wyborach 19 grudnia 2012 roku zajął drugie miejsce z wynikiem 48% głosów, przegrywając z Park Geun-hye (51,6% głosów), córką byłego prezydenta Park Chung-hee. Od 1 września 2015 do 27 stycznia 2016 roku pełnił funkcję przewodniczącego Sojuszu Nowej Polityki na rzecz Demokracji (New Politics Alliance for Democracy, NPAD), powstałego w 2014 roku z przekształcenia Partii Demokratycznej.
Po raz kolejny ubiegał się o urząd prezydenta w czasie wcześniejszych wyborów prezydenckich z 9 maja 2017. Ich organizacja została wymuszona impeachmentem prezydent Park 10 marca 2017 z powodu jej udziału w aferze korupcyjnej. W marcu i kwietniu 2017 Mun wygrał prawybory w Partii Demokratycznej i został jej kandydatem w wyborach. W głosowaniu 9 maja 2017 zajął pierwsze, uzyskując 41,1% głosów poparcia. 10 maja 2017 roku został uroczyście zaprzysiężony na urząd Prezydenta Korei Południowej.

## Życie prywatne
Mun Jae-in jest żonaty, ma syna i córkę. Jest katolikiem.

## Odznaczenia
- Order za Wybitne Zasługi (Słowenia, 2021)[8]